# Campionati mondiali di tiro a volo 1991
I campionati mondiali di tiro 1991 furono la ventiquattresima edizione dei campionati mondiali di questo sport e si disputarono a Perth.

## Risultati

### Uomini

#### Fossa olimpica
| Evento      | Oro                                                    | Oro       | Argento                                          | Argento   | Bronzo                                    | Bronzo    |
| Evento      | Atleta                                                 | Risultato | Atleta                                           | Risultato | Atleta                                    | Risultato |
| Individuale | Marco Venturini                                        | 218       | Michael Diamond                                  | 217       | Jörg Damme                                | 216       |
| A squadre   | Stati Uniti Richard Chordash Bret Erickson Jay Waldron | 423       | Gran Bretagna Peter Boden Peter Croft Kevin Gill | 422       | Spagna Josè Bladas Rafael Axpe Juan Torne | 422       |

#### Double trap
| Evento      | Oro                                              | Oro       | Argento                                                | Argento   | Bronzo                                                | Bronzo    |
| Evento      | Atleta                                           | Risultato | Atleta                                                 | Risultato | Atleta                                                | Risultato |
| Individuale | Peter Boden                                      | 173       | Bret Erickson                                          | 171       | Kevin Gill                                            | 166       |
| A squadre   | Gran Bretagna Peter Boden Peter Croft Kevin Gill | 376       | Stati Uniti Richard Chordash Bret Erickson Jay Waldron | 363       | Italia Fabio Casadei Roberto Scalzone Marco Venturini | 359       |

#### Skeet
| Evento      | Oro                                                | Oro       | Argento                                                             | Argento   | Bronzo                                               | Bronzo    |
| Evento      | Atleta                                             | Risultato | Atleta                                                              | Risultato | Atleta                                               | Risultato |
| Individuale | Bruno Rossetti                                     | 221       | Kiek van Ieperen                                                    | 220       | Hennie Dompeling                                     | 220       |
| A squadre   | Stati Uniti Dean Clark Michael Schmidt William Roy | 432       | Unione Sovietica Alexandr Cherkasov Vladimir Sokolov Andrei Ineshin | 431       | Cecoslovacchia Lubos Adamec Leos Hlavacek Petr Malek | 430       |

### Donne

#### Fossa olimpica
| Evento      | Oro                            | Oro       | Argento                                                       | Argento   | Bronzo                                                   | Bronzo    |
| Evento      | Atleta                         | Risultato | Atleta                                                        | Risultato | Atleta                                                   | Risultato |
| Individuale | Gema Usieto                    | 182       | Susan Nattrass                                                | 180       | Roberta Pelosi                                           | 180       |
| A squadre   | Cina Li Wang Yujin Yin Weiping | 387       | Unione Sovietica Victoria Chuiko Elena Tkach Elena Shishirina | 387       | Francia Muriel Bernard Mauricette Calovito Gisele Renaud | 364       |

#### Doubletrap
| Evento      | Oro                                                           | Oro       | Argento                        | Argento   | Bronzo                                                   | Bronzo    |
| Evento      | Atleta                                                        | Risultato | Atleta                         | Risultato | Atleta                                                   | Risultato |
| Individuale | Pusila Satu                                                   | 129       | Elena Tkach                    | 121       | Deena Julin                                              | 119       |
| A squadre   | Unione Sovietica Victoria Chuiko Elena Tkach Elena Shishirina | 260       | Cina Li Wang Yujin Yin Weiping | 225       | Francia Muriel Bernard Mauricette Calovito Gisele Renaud | 221       |

#### Skeet
| Evento      | Oro                                | Oro       | Argento                                 | Argento   | Bronzo                                               | Bronzo    |
| Evento      | Atleta                             | Risultato | Atleta                                  | Risultato | Atleta                                               | Risultato |
| Individuale | Pak Jong-Ran                       | 1191      | Svetlana Demina                         | 189       | Erzsébet Vasvári                                     | 187       |
| A squadre   | Corea del Nord Kim Li Pak Jong-Ran | 418       | Cina Shao Weiping Wu Lanying Zhang Shan | 416       | Ungheria Ibolya Gobolos Diana Igaly Erzsébet Vasvári | 414       |

## Risultati juniores

### Uomini

#### Fossa olimpica
| Evento      | Oro                                              | Oro       | Argento                                          | Argento   | Bronzo                                             | Bronzo    |
| Evento      | Atleta                                           | Risultato | Atleta                                           | Risultato | Atleta                                             | Risultato |
| Individuale | Julian Womble                                    | 191       | Lance Bade                                       | 190       | Karsten Bindrich                                   | 190       |
| A squadre   | Stati Uniti Rocco Bara Lance Bade Joshua Lakatos | 420       | Portogallo Luis Montero Pedro Porto Manuel Silva | 411       | Italia Mirco Acciarri C. Pontecorvi Rodolfo Viganò | 410       |

#### Doubletrap
| Evento      | Oro                                              | Oro       | Argento                                                 | Argento   | Bronzo                                         | Bronzo    |
| Evento      | Atleta                                           | Risultato | Atleta                                                  | Risultato | Atleta                                         | Risultato |
| Individuale | Julian Womble                                    | 174       | Joshua Lakatos                                          | 172       | Robert Garwood                                 | 164       |
| A squadre   | Stati Uniti Rocco Bara Lance Bade Joshua Lakatos | 359       | Gran Bretagna Robert Garwood Ossie McLean Julian Womble | 351       | Australia Fairall Matthew Howden Thomas Turner | 333       |

#### Skeet
| Evento      | Oro                                                  | Oro       | Argento                                               | Argento   | Bronzo                                          | Bronzo    |
| Evento      | Atleta                                               | Risultato | Atleta                                                | Risultato | Atleta                                          | Risultato |
| Individuale | Pietro Genga                                         | 194       | Shane Schwickerath                                    | 190       | Jason Ward                                      | 189       |
| A squadre   | Italia Pietro Genga Fabio Malfatto Emanuele Saracchi | 424       | Stati Uniti Shane Schwickerath Jason Ward Van den Top | 420       | Germania Bjoern Hille Bernd Seeberg Eike Stöver | 408       |

## Medagliere
Nazione ospitante
| Posiz. | Nazione          | Oro | Argento | Bronzo | Totale |
| ------ | ---------------- | --- | ------- | ------ | ------ |
| 1      | Stati Uniti      | 2   | 2       | 1      | 5      |
| 2      | Gran Bretagna    | 2   | 1       | 1      | 4      |
| 3      | Italia           | 2   | 0       | 2      | 4      |
| 4      | Corea del Nord   | 2   | 0       | 0      | 2      |
| 5      | Unione Sovietica | 1   | 4       | 0      | 5      |
| 6      | Cina             | 1   | 2       | 0      | 3      |
| 7      | Spagna           | 1   | 0       | 1      | 2      |
| 8      | Finlandia        | 1   | 0       | 0      | 1      |
| 9      | Paesi Bassi      | 0   | 1       | 1      | 2      |
| 10     | Australia        | 0   | 1       | 0      | 1      |
| 10     | Canada           | 0   | 1       | 0      | 1      |
| 12     | Francia          | 0   | 0       | 2      | 2      |
| 12     | Ungheria         | 0   | 0       | 2      | 2      |
| 14     | Cecoslovacchia   | 0   | 0       | 1      | 1      |
| 14     | Germania         | 0   | 0       | 1      | 1      |

## Medagliere juniores
Nazione ospitante
| Posiz. | Nazione       | Oro | Argento | Bronzo | Totale |
| ------ | ------------- | --- | ------- | ------ | ------ |
| 1      | Stati Uniti   | 2   | 4       | 1      | 7      |
| 2      | Gran Bretagna | 2   | 1       | 1      | 4      |
| 3      | Italia        | 2   | 0       | 1      | 3      |
| 4      | Portogallo    | 0   | 1       | 0      | 1      |
| 5      | Germania      | 0   | 0       | 2      | 2      |
| 6      | Australia     | 0   | 0       | 1      | 1      |